# پاتریک دوویت
پاتریک دوویت (به انگلیسی: Patrick deWitt) نویسندهٔ کانادایی است که در سال ۱۹۷۵ متولد شده است. او در جزیرهٔ ونکوور٬ بریتیش کلمبیا به دنیا آمد و بعداً در کالیفرنیا و واشنگتن زندگی کرد. وی اخیراً در پورتلند، اورگن ساکن است.
اولین کتاب او استحمام (۲۰۰۹) به فهرست کتاب‌های نیویورک تایمز راه یافت. رمان دومش برادران سیسترز (۲۰۱۱) به شدت مورد توجه قرار گرفت و در تمام جوایز ادبی کانادا نامزد شد.

## کتاب شناسی

### رمان‌ها
- استحمام (Ablutions) سال ۲۰۰۹
- برادران سیسترز (The Sisters Brothers) سال ۲۰۱۱

رمان برادران سیسترز نامزد جایزهٔ ادبی من بوکر ۲۰۱۱ شد و تقریباً در تمام فهرست‌های بهترین کتاب‌های سال ۲۰۱۱ نیز حضور داشت. 

### فیلمنامه
- تری (Terry) سال ۲۰۱۱

## آثار ترجمه شده
کتاب برادران سیسترز از پاتریک دوویت با ترجمهٔ پیمان خاکسار توسط انتشارات به نگار در ایران منتشر شده است.